# Confederación Bamileke

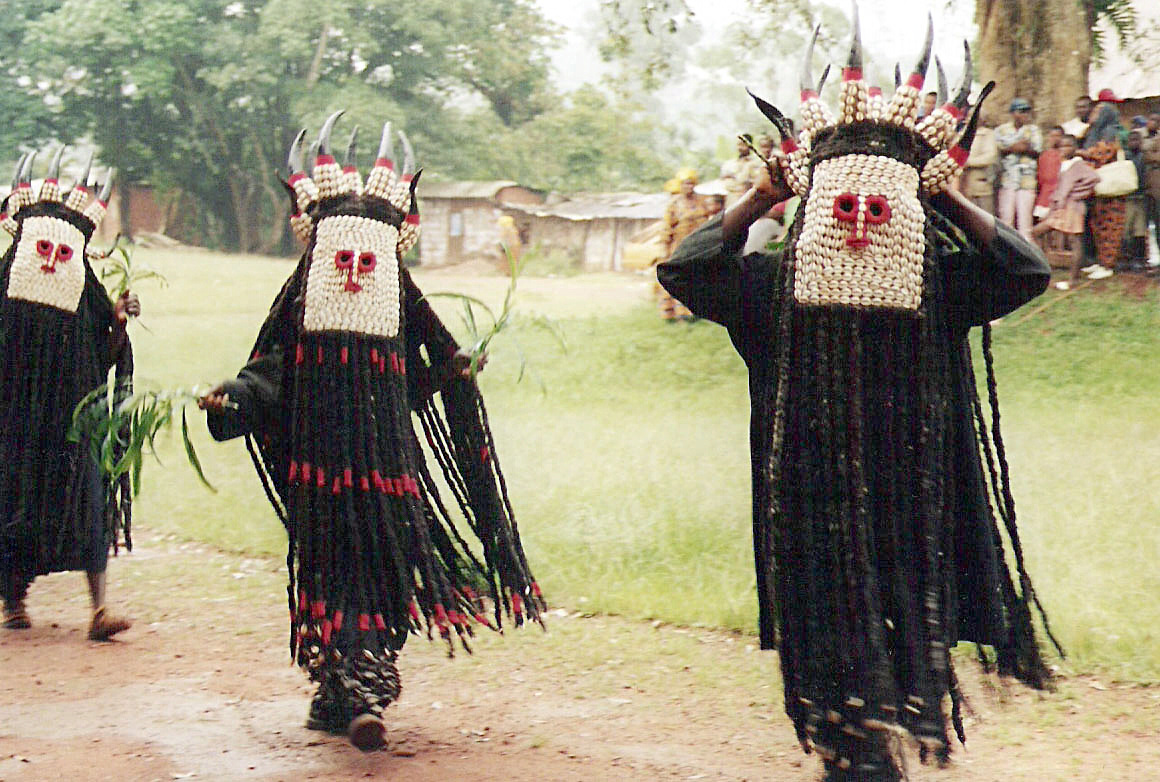
Danzantes bamilekes.

Confederación Bamileke es una alianza de pueblos de la República de Camerún, en la provincia Occidental, al sureste de las montañas Bamboutos. Pertenecen al grupo étnico bantú, junto con los Bamum y Tikar. Está formada por 90 entidades políticas (fondom), cuyos gobernantes reciben los títulos de Fon, Fo, Foeh o Efu Liku Tsan y están agrupadas en cinco divisiones.
Sin embargo, todos estos grupos están relacionados histórica, cultural y lingüísticamente. Con una población de más de 2 120 000 personas a fines del siglo XX, los bamileke son el más numeroso grupo bantú. Hablan una serie de lenguas de la rama bantú perteneciente a la familia lingüística Níger-Congo. Estos idiomas están estrechamente relacionados, sin embargo, y algunas clasificaciones identifican al continuum bamileke con diecisiete o más variedades diferentes.

## Organización
El bamileke no se consideró a sí mismo como un solo pueblo hasta la época colonial. Incluso hoy, los bamileke generalmente se consideran a sí mismos como miembros de uno u otro fondom (jefatura). De estos, los fondoms de Bafang, Bafoussam, Bandjoun, Bangante, Bawaju, Dschang y Mbouda son los más destacados. Los bamilekes también comparten la historia y la cultura con los vecinos fondom de la provincia del Noroeste, pero los grupos se han separado ya que sus territorios se dividieron entre Francia e Inglaterra en la época colonial. 

## Idiomas
Siguiendo una clasificación etnológica podemos identificar 11 idiomas o dialectos: 
- Variantes de Ghomala: lo hablan 260 000 personas (1982 SIL) en la mayoría de los departamentos Mifi, Khoung-khi, Hauts-Plateaux, la parte oriental de Menoua, y zonas del departamento de Bamboutos. Los principales fondoms son los de Baham, Bafoussam, Bamendjou y Bandjoun.
- Hacia el suroeste se habla fe'fe, en el departamento Alto Nkam, cuyas principales ciudades son Bafang, Bakú y Kékem.
- El Nda'nda ocupa el tercio occidental del departamento Nde. El principal asentamiento está en Bazou.
- El Yemba lo hablaban 300 000 personas o más en 1992. Sus tierras abarcan la mayor parte del departamento Menoua al oeste de Bandjoun, con su capital en Dschang. Otro de los principales asentamientos está en Foukoué.
- El Medumba lo hablaban en el resto de Nde unas 210 000 personas en 1991, siendo Bangangte y Tonga los principales asentamientos.
- Los dialectos Mengaka, Ngiemboon, Ngomba y Ngombale se hablan en Mbouda, y el Kwa se habla entre los Nde y la provincia Litoral, alrededor de Ngwe Fontem en el suroeste.

## Historia

### Orígenes
Como el bamileke es un grupo tan diverso de pueblos, es difícil determinar sus orígenes exactos y su historia antigua. La teoría más aceptada es que tanto ellos como los tikar y bamun ocuparon la zona occidental de la Meseta Adamawa antes del siglo XVII. Más tarde cruzaron el río Mbam y se asentaron en lo que hoy es territorio tikar.
Las migraciones bamilekes hacia el sur probablemente fueron resultado de la invasión fulani de la Meseta Adamawa, conducida por Modibo Adama. Los bamilekes y tikares se dirigieron al sur en cinco oleadas sucesivas en busca de tierras fértiles para el cultivo. El primer grupo, que incluyó a los balenges, bapis, y pueblos bafussam que se trasladaron hacia el sudoeste, ocupando la mitad este de lo que hoy es la provincia de Oeste de Camerún. Aquí, según tradiciones tribales, fundaron varias poblaciones, incluidas Bapi, Baleng, y Kunden. Poco después entró en la región el pueblo Bamun; ambos grupos se enfrentaron y los bamilekes escaparon al oeste en pequeños grupos. Estas pequeñas poblaciones fundaron un número igualmente dispersado de fondom, incluyendo Bandjun, Bankassa y Balengo (fundado por los príncipes Baleng). Otros fondom menores fueron establecidos después de conquistas o guerras civiles entre algún fondom y sus vasallos.
Otras cuatro migraciones siguieron a la primera. La siguiente la formaban los pueblos Bagam, Bamenda, Bansoa, Bazu y Bangu; la tercera y cuarta, Bati y Bafamgwa; y la quinta y última, Bamugum y Bandenkop. Al ser varios los pueblos emigrantes, a menudo se separaban pequeños grupos que fundaban sus propios fondoms, como los príncipes Baleng. Mientras tanto, una corriente migratoria estable de diferentes pueblos siguió entrando en el recién reclamado territorio bamileke. Los bamilekes los dominaron y asimilaron, de modo que estos grupos comparten su cultura y, a menudo, su lengua. Algunos de ellos se consideran de algún modo distintos de otros grupos bamilekes y mantienen fuertes lazos con sus vecinos bantúes. 